# Blind Folly
Blind Folly é um filme britânico de 1940, do gênero comédia, dirigido por Reginald Denham e estrelado por Clifford Mollison, Lilli Palmer e Leslie Perrins.

## Sinopse
Um homem herda uma boate que pertencia a seu irmão, mas logo descobre que é a sede de uma perigosa gangue criminosa.

## Elenco
- Clifford Mollison - George Bunyard
- Lilli Palmer - Valerie
- Leslie Perrins - Deverell
- William Kendall - Raine
- Gus McNaughton - Professor Zozo
- Elliott Mason - Tia Mona
- David Horne - Sr. Steel
- Gertrude Musgrove - Agnes
- Roland Culver - Ford
- Anthony Holles - Louis